# Gamma Columbae
Gamma Columbae (65 Columbae) é uma estrela na direção da constelação de Columba. Possui uma ascensão reta de 05h 57m 32.21s e uma declinação de −35° 16′ 59.9″. Sua magnitude aparente é igual a 4.36. Considerando sua distância de 853 anos-luz em relação à Terra, sua magnitude absoluta é igual a −2.73. Pertence à classe espectral B2.5IV.